# Мелоун (Флорида)
Мелоун (англ. Malone) — місто (англ. town) в США, в окрузі Джексон штату Флорида. Населення — 1959 осіб (2020).

## Географія
Мелоун розташований за координатами 30°57′31″ пн. ш. 85°9′44″ зх. д. / 30.95861° пн. ш. 85.16222° зх. д. (30.958567, -85.162089).  За даними Бюро перепису населення США в 2010 році місто мало площу 8,10 км², уся площа — суходіл.

## Демографія
Згідно з переписом 2010 року, у місті мешкало 2088 осіб у 276 домогосподарствах у складі 170 родин. Густота населення становила 258 осіб/км².  Було 355 помешкань (44/км²).
Расовий склад населення:
| - 46,9 % — білих - 45,2 % — чорних або афроамериканців - 1,5 % — азіатів - 0,3 % — корінних американців - 0,1 % — вихідців з тихоокеанських островів - 3,8 % — осіб інших рас |

До двох чи більше рас належало 2,2 %. Частка іспаномовних становила 12,7 % від усіх жителів.
За віковим діапазоном населення розподілялося таким чином: 6,9 % — особи молодші 18 років, 86,4 % — особи у віці 18—64 років, 6,7 % — особи у віці 65 років та старші. Медіана віку мешканця становила 37,9 року. На 100 осіб жіночої статі у місті припадало 501,7 чоловіків;  на 100 жінок у віці від 18 років та старших — 611,7 чоловіків також старших 18 років.
Середній дохід на одне домашнє господарство  становив 40 009 доларів США (медіана — 30 833), а середній дохід на одну сім'ю — 48 567 доларів (медіана — 32 188). Медіана доходів становила 31 845 доларів для чоловіків та 30 054 долари для жінок. За межею бідності перебувало 32,8 % осіб, у тому числі 42,0 % дітей у віці до 18 років та 30,3 % осіб у віці 65 років та старших.
Цивільне працевлаштоване населення становило 254 особи. Основні галузі зайнятості: освіта, охорона здоров'я та соціальна допомога — 24,4 %, публічна адміністрація — 18,1 %, роздрібна торгівля — 16,9 %.